# Mervyn LeRoy

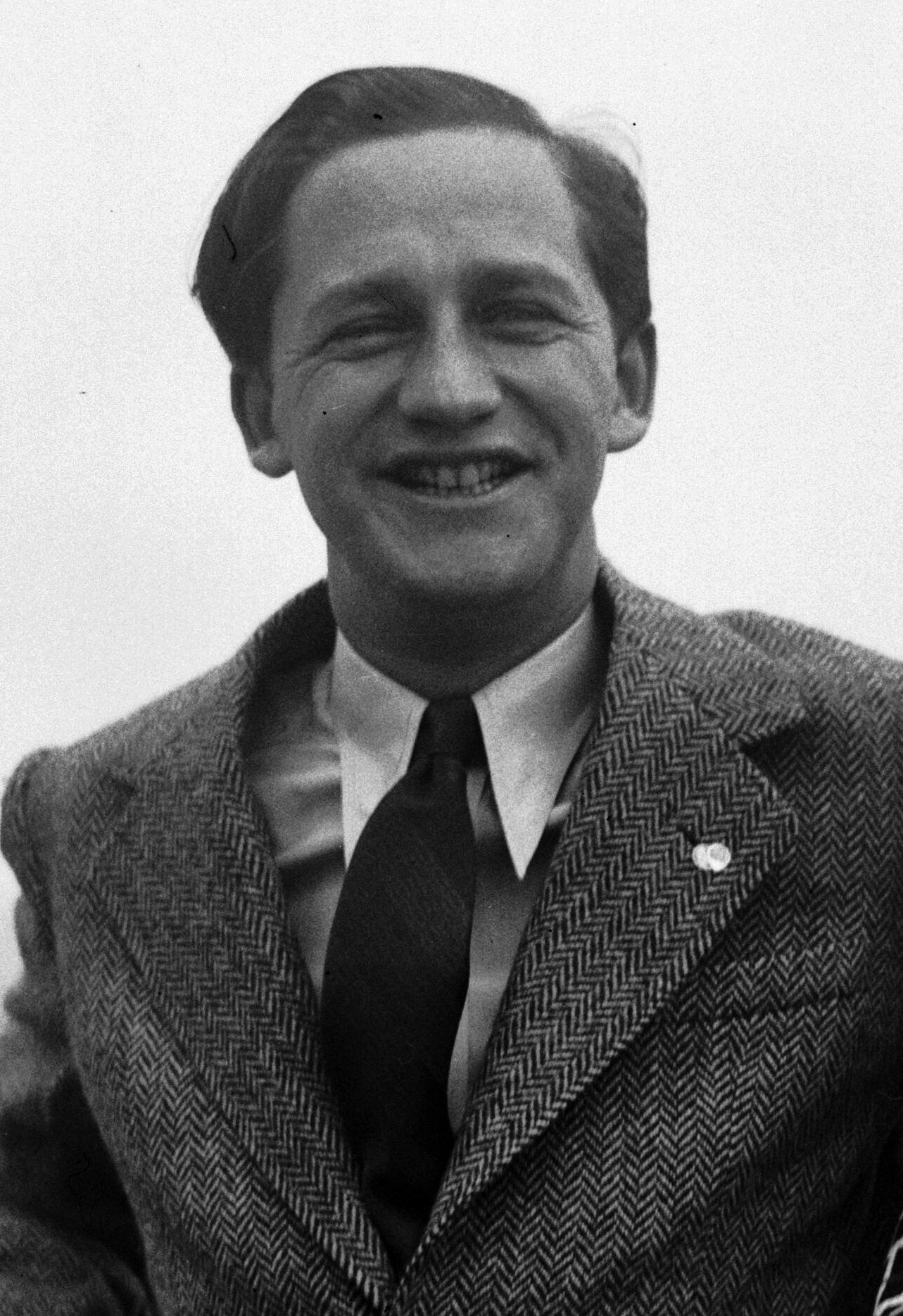
Mervyn LeRoy (1934)

Mervyn LeRoy (* 15. Oktober 1900 in San Francisco; † 13. September 1987 in Beverly Hills) war ein US-amerikanischer Filmregisseur und Filmproduzent. 
Als Regisseur bei Warner schuf er in den 1930er-Jahren eine Reihe kommerziell wie künstlerisch erfolgreicher Filme, darunter Der kleine Cäsar, Jagd auf James A. und Goldgräber von 1933. Später arbeitete er lange für Metro-Goldwyn-Mayer, u. a. als Produzent des Klassikers Der Zauberer von Oz, und drehte bis in die 1960er-Jahre. Acht seiner Filme wurden für den Oscar als Bester Film nominiert, er erhielt die Auszeichnung aber erst 1975 in Form eines Irving G. Thalberg Memorial Award.

## Leben und Karriere

### Frühes Leben
Mervyn LeRoy wurde in eine jüdische Familie in San Francisco geboren. Bei dem Erdbeben in San Francisco von 1906 starb seine Mutter, und die Familie verlor ihr gesamtes Vermögen. Mit zwölf Jahren spielte er eine kleine Rolle als Zeitungsjunge in einer Theaterproduktion von Barbara Fritchie, einem Stück, das später verantwortlich war für den Künstlernamen von Barbara Stanwyck. LeRoy trat danach eine Zeitlang als „The Singing Newsboy“ und „The Boy Tenor of the Generation“ auf. Im Jahr 1915 gewann er für seine Imitation von Charlie Chaplin einen Talentwettbewerb und trat danach regelmäßig in Vaudeville-Aufführungen auf.
Zum Film kam LeRoy auf Empfehlung eines Bekannten, der ihn Jesse L. Lasky vorstellte. Seinen ersten Job beim Film hatte er daraufhin als Helfer in der Garderobe von Famous Players-Lasky, damals eine der größten Filmfirmen. In den Folgejahren übernahm Mervyn LeRoy die unterschiedlichsten Aufgaben: Er war Kameraassistent, Kameramann, Statist, Nebendarsteller und Drehbuchautor – häufig in Personalunion. Mit dem Wechsel zu First National im Jahr 1924 wurde er verantwortlich für etliche Filme von Colleen Moore, darunter Sally und Orchid and Ermine.

### Regisseur und Produzent
LeRoy gab 1927 sein Regiedebüt und führte noch im selben Jahr Regie bei Naughty, But Nice, einer Komödie mit Colleen Moore und der jungen Loretta Young. Nach einigen eher durchschnittlichen Filmen wurde LeRoy mit Der kleine Cäsar von 1931 bekannt. Der Film schildert Aufstieg und Fall eines Gangsterbosses, gespielt von Edward G. Robinson, und war einer der größten Kassenerfolge des Jahres. Kurz danach drehte er mit Robinson Spätausgabe (1931) und zeichnete darin ein schonungsloses Bild von Sensationsjournalismus, dem jede Form von Ethik abhandengekommen ist. Die Aufdeckung moralischer Abgründe und gesellschaftlicher Missstände wurde bald zu einem Markenzeichen von LeRoys Zeit bei Warner Brothers, zu der Klassiker wie Jagd auf James A. gehörten, der 1932 die unhaltbaren Zustände im Justizvollzug aufdeckte und aus Paul Muni einen Star machte. Sein Film Der dritte Grad bot 1937 ein erschütterndes Zeugnis über Bigotterie, Rassenvorurteile und Lynchjustiz, das von den exzellenten Darstellungen von Claude Rains und der jungen Lana Turner lebte.
LeRoy demonstrierte seine Vielseitigkeit durch innovative Musicals wie Goldgräber von 1933 oder Melodramen wie Tugboat Annie, dem größten Kassenerfolg des Jahres 1933 mit Marie Dressler und Wallace Beery. Mit I Found Stella Parrish, einem elegant erzählten Drama über eine Mutter, die alles für ihre Tochter tut, gab er 1935 Kay Francis einen der größten finanziellen Erfolge ihrer Laufbahn.
1938 wechselte LeRoy zu MGM, dessen Studiochef Louis B. Mayer mittlerweile der Schwiegervater von LeRoy war. Sein Gehalt betrug 300.000 Dollar im Jahr und wurde, um die übrigen Regisseure bei MGM nicht in Aufruhr zu versetzen, offiziell nur mit 150.000 Dollar angegeben. Mit im Vertrag enthalten war auch die Übernahme von Lana Turner, die bei MGM bald zu einem Glamourstar aufstieg und einige ihrer besten Rollen unter der Regie von LeRoy spielte. Beide verband eine lebenslange Freundschaft. Eine seiner ersten Aufgaben bei MGM hatte LeRoy als Produzent des Filmklassikers Der Zauberer von Oz mit Judy Garland aus dem Jahr 1939.
Bei MGM gab LeRoy seinen realistischen, harten Inszenierungsstil auf und passte sich dem Look von MGM an: weiche, elegante Lichtführung, viel Oberlicht, großzügige Dekorationen, prachtvolle Kostüme und obligatorische Previews mit anschließenden Nachaufnahmen, da das jeweilige Testpublikum mit seinen Reaktionen über den endgültigen Schnitt entschied. War LeRoy bei Warner Brothers eher ein „Männerregisseur“, so waren seine ersten Arbeiten bei MGM eher Großproduktionen mit etablierten weiblichen Topstars: Ihr erster Mann mit Vivien Leigh und Escape, ein Spionagedrama mit Norma Shearer, die beide 1940 in den Verleih kamen, sowie eine Reihe hochprofitabler Filme mit Greer Garson, die unter LeRoy zum großen Star der Kriegsjahre aufstieg, – angefangen mit dem Waisenkinddrama Blüten im Staub von 1941, das sich durch den gedämpften Einsatz von Technicolor auszeichnete, Gefundene Jahre, einer Liebesgeschichte um Amnesie mit Ronald Colman und Garson, die 1942 erfolgreich im Kino lief, sowie Madame Curie, einer Filmbiografie über Marie Curie. Auf der anderen Seite inszenierte er für das Studio auch Gangsterfilme wie Der Tote lebt und Kriegsepen wie Dreißig Sekunden über Tokio, das den Doolittle Raid, den ersten Bombenangriff auf Tokio, detailgenau nachspielt.

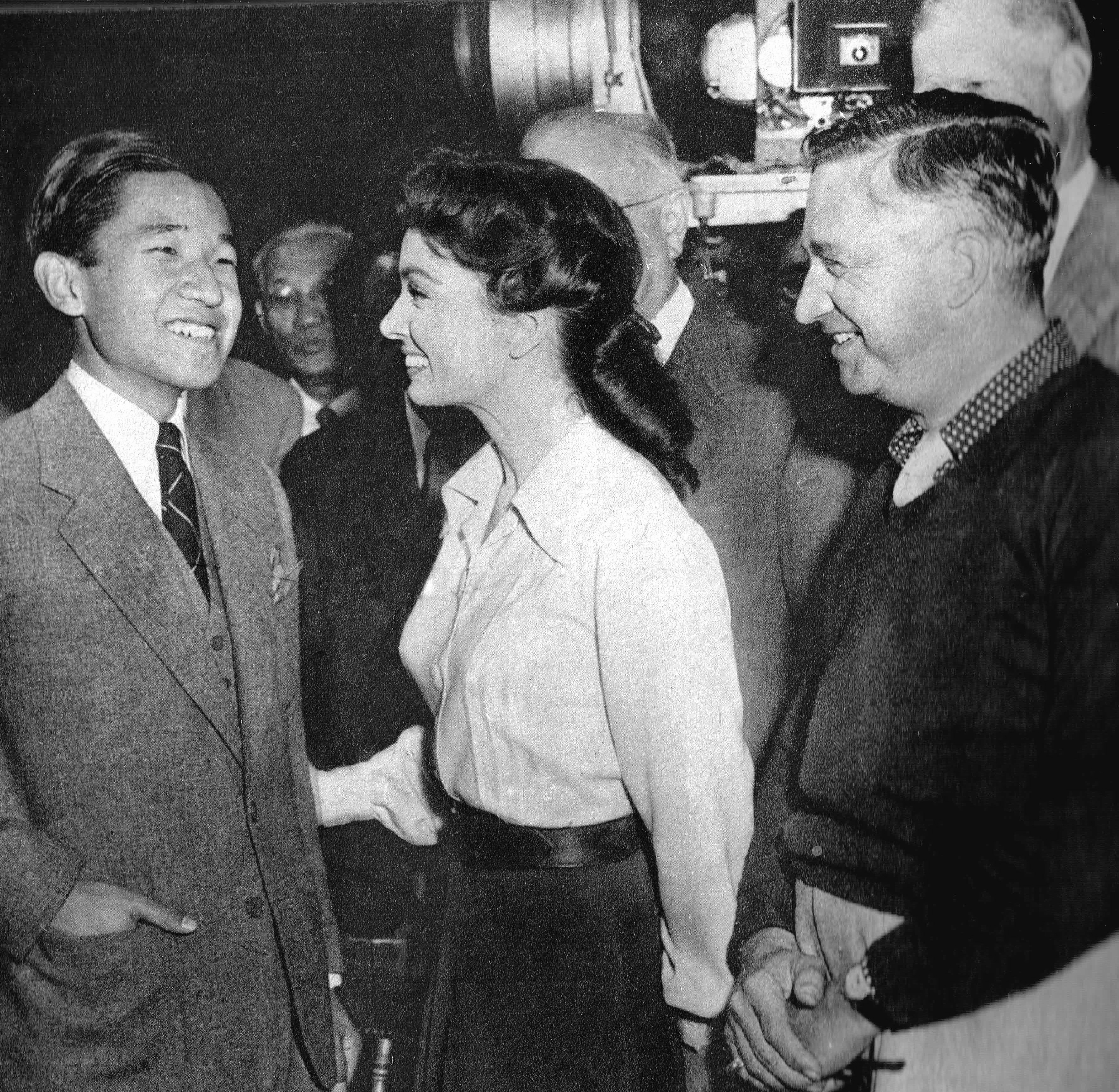
Mervyn LeRoy (rechts) mit Kronprinz Akihito von Japan und Schauspielerin Ann Blyth (1953)

Nach dem Zweiten Weltkrieg begann der Stern von LeRoys Karriere etwas zu sinken; seine Arbeiten waren zwar profitabel, insgesamt jedoch künstlerisch eher banal. Während dieser Phase war er unter anderem für einige teuer inszenierte, extravagante Wasserspektakel mit Esther Williams und Hochglanzmelodramen mit Lana Turner wie Dr. Johnsons Heimkehr (1948) und Serenade in Rio (1953) verantwortlich. Kommerziell sehr erfolgreich war seine Inszenierung des von MGM in Rom produzierten Monumentalfilms Quo Vadis (1951).
Erst mit der Rückkehr zu Warner Brothers Mitte der 1950er Jahre fand LeRoy künstlerisch zu seinen Stärken zurück. Er führte Regie bei der Verfilmung des Theatererfolgs The Bad Seed und einigen teuren, aber nicht immer erfolgreichen Filmen mit Rosalind Russell: 1000 Meilen bis Yokohama von 1961 und Gypsy – Königin der Nacht von 1962. Mitte der 1960er Jahre zog er sich ins Privatleben zurück. Im Jahr 1976 erhielt LeRoy den Irving G. Thalberg Memorial Award für sein Lebenswerk, nachdem er bereits 1946 einen Spezialoscar für den Dokumentarkurzfilm The House I Live In erhalten hatte, der sich gegen Rassismus und für mehr Toleranz einsetzte. 1957 war er ferner mit dem Cecil B. DeMille Award ausgezeichnet worden. Seit 1960 gibt es ihm zu Ehren einen Stern auf dem Hollywood Walk of Fame (1560 Vine Street).

### Privatleben
Mervyn LeRoy war dreimal verheiratet, zuletzt von 1946 bis zu seinem Tod mit Katherine Spiegel. Aus zweiter Ehe mit Doris Warner (Tochter von Harry Warner) hatte er einen Sohn, Warner LeRoy (1935–2001), der später eine erfolgreiche Restaurantkette aufbaute. LeRoy war ein Pferdeliebhaber, der unter anderem die bei Hollywood gelegene Pferderennbahn Hollywood Park Racetrack mitbegründete. Seine Biografie unter dem Titel Mervyn LeRoy: Take One erschien 1974. Nachdem er zuletzt an Alzheimer gelitten hatte, verstarb Mervyn LeRoy 1987 im Alter von 86 Jahren.
Ende der 1940er Jahre hatte er das spätere Präsidenten-Ehepaar Ronald Reagan und Nancy Reagan einander vorgestellt.

## Filmografie (Auswahl)

### Als Schauspieler
- 1923: Menschen zweier Welten (The Call of the Canyon)
- 1924: Ralphs nächtliche Abenteuer (Broadway After Dark)
- 1929: Erfahrene Frau gesucht (Synthetic Sin)

### Als Regisseur
- 1927: No Place To Go
- 1927: Naughty, But Nice
- 1928: Flying Romeos
- 1928: Oh Kay!
- 1928: Naughty Babes
- 1930: Showgirl in Hollywood
- 1931: Der kleine Cäsar (Little Caesar)
- 1931: Gentleman’s Fate
- 1931: Spätausgabe (Five Star Final)
- 1932: Three on a Match
- 1932: Big City Blues
- 1932: Jagd auf James A. (I Am a Fugitive from a Chain Gang)
- 1932: Ein ausgefuchster Gauner (High Pressure)
- 1932: Zwei Sekunden (Two Seconds)
- 1933: Goldgräber von 1933 (Gold Diggers of 1933)
- 1933: Ein charmanter Schwindler (Hard to Handle)
- 1933: Die Hafen-Annie (Tugboat Annie)
- 1934: Tag, Nellie! (Hi, Nellie!)
- 1934: Sweet Adeline
- 1935: Öl für die Lampen Chinas (Oil for the Lamps of China)
- 1935: I Found Stella Parrish
- 1936: Ein rastloses Leben (Anthony Adverse)
- 1937: Der dritte Grad (They Won’t Forget)
- 1940: Ihr erster Mann (Waterloo Bridge)
- 1940: Escape
- 1941: Der Tote lebt (Johnny Eager)
- 1941: Blüten im Staub (Blossoms in the Dust)
- 1942: Gefundene Jahre (Random Harvest)
- 1943: Madame Curie
- 1944: Dreißig Sekunden über Tokio (Thirty Seconds Over Tokyo)
- 1945: The House I Live In
- 1946: Without Reservations
- 1947: Desire Me
- 1948: Dr. Johnsons Heimkehr (Homecoming)
- 1949: Kleine tapfere Jo (Little Women)
- 1949: Hoher Einsatz (Any Number Can Play)
- 1949: Verlorenes Spiel (East Side, West Side)
- 1951: Quo Vadis
- 1952: Männer machen Mode (Lovely to Look At)
- 1952: Die goldene Nixe (Million Dollar Mermaid)
- 1953: Serenade in Rio (Latin Lovers)
- 1954: Rose Marie
- 1955: Aus dem Leben einer Ärztin (Strange Lady in Town)
- 1955: Keine Zeit für Heldentum (Mister Roberts)
- 1956: Böse Saat (The Bad Seed)
- 1956: Einst kommt die Stunde (Toward to Unknown)
- 1958: Bevor die Nacht anbricht (Home Before Dark)
- 1959: Geheimagent des FBI (The FBI Story)
- 1961: Der Teufel kommt um vier (The Devil at Four o’Clock)
- 1961: 1000 Meilen bis Yokohama (A Majority of One)
- 1962: Gypsy – Königin der Nacht (Gypsy)
- 1963: Meine geschiedene Frau Mary Mary (Mary, Mary)
- 1965: Der Schuß (Moment to Moment)

### Als Produzent
- 1936: Three Men on a Horse
- 1937: Mr. Dodd Takes the Air
- 1937: The Great Garrick
- 1938: Dramatic School
- 1939: Auf in den Kampf (Stand Up and Fight)
- 1939: Das zauberhafte Land (The Wizard of Oz)
- 1939: Die Marx Brothers im Zirkus (At the Circus)

### Als Drehbuchautor
- 1925: Wir Modernen (We Moderns)
- 1926: Wie Ellen zum Film kam (Ella Cinders)

Ab 1938 war er auch Produzent von fast allen Filmen, bei denen er Regie führte.